# جيمس ألان
جيمس ألان (بالإنجليزية: James Allan)‏ (21 سبتمبر 1979 في المملكة المتحدة - ) هو مدرب كرة قدم ومغن ومؤلف ولاعب كرة قدم بريطاني في مركز الوسط. لعب مع نادي دمبرتون.